# Agni
Agni (Sanskrit m., अग्नि Agni „Feuer“, „Gott des Feuers“) ist im Hinduismus die Feuerform des Göttlichen und ist einer der wichtigsten Götter der Vedischen Religion. Physikalisches Phänomen und Gott sind hierbei zu unterscheiden: Agni existiert sowohl in himmlischer unsichtbarer als auch in irdischer sichtbarer Form. Der Gott beschützt sowohl das sakrale Opferfeuer als auch das häusliche Herdfeuer. Er gilt als Mittler zwischen Menschen und Göttern (Götterbote), da er diesen die Opfer bringt (Opferbote), weshalb er auch als „Esser der Opfergaben“ sowie als „Mund der Götter“ bezeichnet wird. Mit Indra und Vayu zusammen bildet er eine vedische Göttertriade, mit Soma und Brihaspati gehört er zu den liturgischen Göttern.

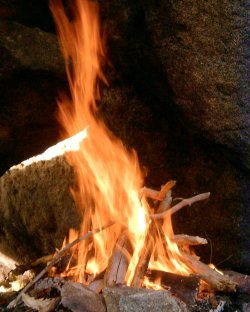
Das Feuer gilt als Agnis irdische Manifestation

## Bedeutung
Viele Stellen in den vedischen Hymnen, den ältesten Schriften der Hindus, nennen ihn „den alles durchdringenden Geist“, dessen Manifestationen die Devas, die Götter, sind. Agni manifestiert sich als Feuer auf der Erde in Holz und Stein, aber als Blitz in der Luft – dann ist er Indra und als Sonne am Himmel – dann ist er Surya. Als seine Eltern gelten Himmel (Dyaus) und Erde (Prithivi), die er gleich nach seiner Geburt verschlingt. Teilweise wird aber auch Aditi als seine Mutter genannt, weshalb er auch ein Aditya ist. Obwohl Agnis wohltätige und gütigen Charakterzüge überwiegen, hat er auch eine furchteinflössende Seite, die sich unter anderem daran zeigt, dass die Leichen der Toten traditionell als seine Beute gelten.
Gemessen an der Zahl der an ihn gerichteten Hymnen nimmt er in der Rigvedasamhita die zweite Stelle ein, acht der zehn Lieder-Kreise (Bücher) der Rigvedasamhita beginnen mit der Preisung Agnis. Agni symbolisiert auch das Feuer als männliche Kraft, wie es wohl in allen frühen, indogermanischen Kulturen neben der ursprünglichen Vorstellung eines sachlichen Feuers (germ. fiur, gr. pyr) existiert hat (vgl.: lat. ignis, russ. ogon, beide etymologisch verwandt mit agni). Als solche Kraft wurde Agni omnipräsent gedacht, zum Beispiel in der Sonne, oder als Verdauungsfeuer (Jataragni) in den Mägen der Menschen.
Im Gegensatz zu den anderen vedischen Göttern ist er ein sesshafter Gott und hat eine besondere, persönliche, enge und vertraute Beziehung zu den Menschen. Dies liegt insbesondere daran, dass Agni als eine Art Bote zwischen Menschen und Göttern agiert. Er überbringt den Göttern die Einladung zum Opfer sowie die Wünsche und Opfergaben (den Rauch) der Menschen, mit denen er zum Himmel emporsteigt. Auch sucht er die Götter und führt sie zum Opferplatz. Aufgrund dieser bedeutenden Stellung beim Opfer beginnt auch die erste Hymne der Rigveda sowie jedes Opfer mit seiner Anrufung. Er ist der „Voranstehende“ (purohita) der Götter und gilt als eine Art Schutzschild der Menschen. Agni kann daher auch als oberster „Opferpriester“ betrachtet werden. Er ist der Führer, Herr, Verteidiger, Hüter und Schirmherr der menschlichen Gemeinschaft, der sie vor Feinden und Plagen beschützt, die Dunkelheit vertreibt und den Menschen Wohlstand bringt. Als Weltenhüter reinigt er Menschen nach ihrem Tod von ihren Sünden und bringt ihnen so die Unsterblichkeit. Somit gilt er auch als wahrer Freund der Menschen und insbesondere der Familie, der auch in jedem Haus in Form des Herdfeuers wohnt und die Geheimnisse der Menschen kennt. (Die Verehrung des Herdfeuers findet sich in vielen Religionen, so auch in denen der Römer und Zoroastrier.) Er ist im Allgemeinen kein zorniger Gott, der beschwichtigt werden muss, sondern ein wohltätiger und den Menschen freundlich gesinnter Gott. Von den Veden wird ihm stets eine gewisse intellektuelle Redlichkeit, Ehrlichkeit, Allwissenheit sowie große Weisheit zugesprochen. Er ist ein wachsamer, altersloser, unüberwindbarer Gott. In den an ihn gerichteten Hymnen werden ihm hauptsächlich Dankbarkeit und Anerkennung für seine vermittelnde Rolle beim Opferfeuer entgegengebracht. Seine Wichtigkeit ergibt sich unmittelbar aus der zentralen Bedeutung des Opferfeuers Yajna, die zur vedischen Zeit nahezu einzige und wichtigste Form des Opfers.
Verheiratet ist Agni mit Svaha („So sei es“), der Göttin des Segenswunsches bei Opferfeuer, die ihn in seiner Funktion als Opfergott ergänzt. Seine Brüder sind Indra und Surya. Als Sohn der Aditi zählt er zum festen Kreis der Adityas. In manchen Überlieferungen gilt Agni und nicht Shiva als Vater des Kriegsgottes Skanda.

## Agni im heutigen Hinduismus
In der nachvedischen Zeit verliert Agni an Bedeutung. Trotzdem spielt er im heutigen Glaubensleben der Hindus eine wichtige Rolle: Zu bestimmten Anlässen, besonders wenn es um Reinigungszeremonien wie Einweihung von Wohnungen, Geschäften oder dergleichen geht, entzündet der Priester rituell das heilige Feuer. Im Feueropfer, heute auch Homa oder Havan genannt, wird Agni verehrt. Bei einer Wohnungseinweihung etwa trägt der Priester oder der Besitzer die Schüssel mit dem glimmenden Feuer segnend durch alle Räume. Besonders bei allen Samskaras, den hinduistischen Sakramenten, ist in allen Fällen die lebendige Anwesenheit des Göttlichen in seiner Flammenform notwendig:

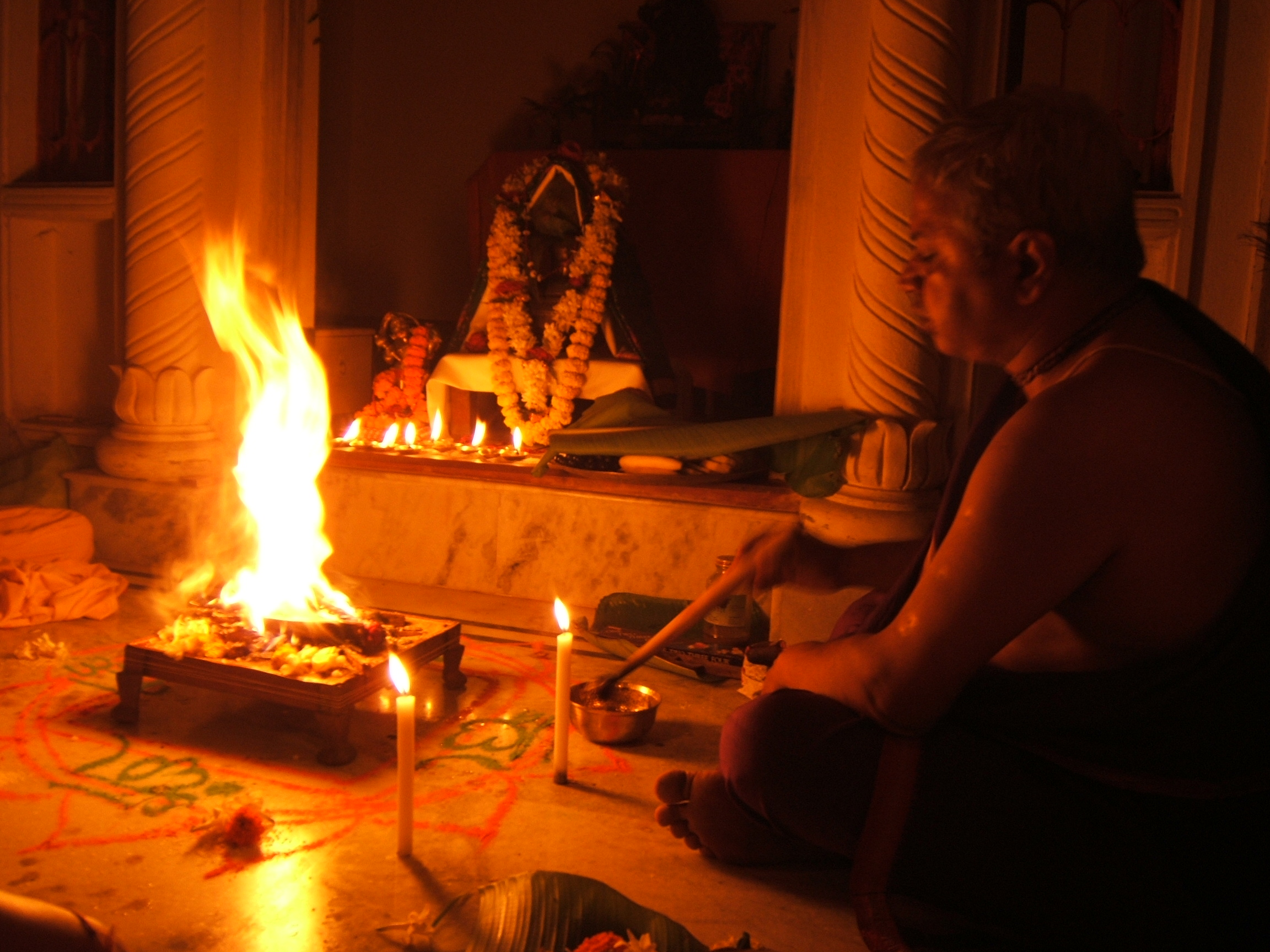
Ein brahmanischer Priester gibt geklärte Butter (ghee) in ein heiliges Feuer.

Ein hinduistisches Paar schließt die Ehe, indem es gemeinsam siebenmal um das Feuer herumgeht.
Bei der Verbrennung von Toten zitiert der Priester:
„Möge Agni dich dorthin bringen, wohin du gehen musst!“ Und mit Mantren bittet er: „O Agni! Wenn der Körper verbrannt ist, bring den Geist zu seinen Vorfahren!“.
Auch in den beiden wichtigen Hindu-Epen Mahabharata und Ramayana findet Agni regelmäßig Erwähnung. Beispielsweise helfen Indra und sein Sohn Arjuna dem Gott im Mahabharata durch Abbrennen eines Waldes seine Kräfte wiederzuerlangen. Im Ramayana lässt Agni Sita unversehrt aus der Feuerprobe hervorgehen und versorgt auch die Wunden des Affengottes Hanuman, nachdem der „Dämonenkönig“ Ravana ihm im Kampf den Schwanz angezündet und verwundet hatte.
In damaliger Zeit war das Feueropfer Yajna wahrscheinlich das wichtigste Opferritual, bei dem die Opfergaben (Fleisch, Soma und Butterschmalz) in das heilige Feuer geworfen wurden (Opferkult). Mit dem Übergang zum Hinduismus, der zum Bilderkult wurde, entfiel schließlich seine einstmals wichtige Rolle beim Opfer. Im Gegensatz zum unpersönlichen vedischen Feueropfer ist es heute möglich die Götter persönlich und direkt durch Puja und Darshana zu verehren. Während die Yajnas aber nur von Brahmanen durchgeführt werden konnten, können die Pujas auch von den sogenannten religiösen Laien ausgeführt werden. Heutzutage ist Agni nur noch der Lokapala des Südostens. Agnis Funktion als oberster brahmanischer „Opferpriester“ geht in den Brahmanas in die Gestalt des Brahma auf, mit dem er verschmilzt.

## Darstellungen

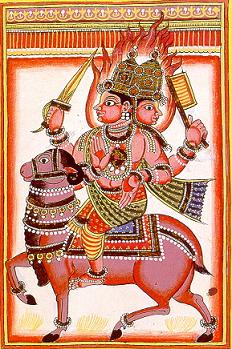
Agni in einer Miniatur des 18. Jahrhunderts

Bildliche Darstellungen zeigen Agni als alten, zwei- oder dreiköpfigen Mann mit drei Zungen, drei Beinen, sieben Armen, sechs Augen und vier Hörnern. Die drei Köpfe, Beine und Zungen stehen für seine unterschiedlichen Geburten, Wohnorte und Erscheinungsformen. Der Gott wird stets in feuerroter Körperfarbe und den Attributen Wasserkrug, Buch, „heilige Schnur“ (Sutra) um den Oberkörper und Flammenschwert dargestellt. Flammen sind sein Gewand und er speit Feuer aus seinem Mund. Seine Fahne ist der Rauch und sein Begleittier (vahana) ein Widder oder eine Ziege. Manche Darstellungen zeigen ihn auch als alten Mann mit langem Bart. Gelegentlich erscheint er aber auch in einem von feurigen Rossen gezogenen Wagen. Der Gott ist alt und doch immer wieder jung. Diese anthropomorphe Form ist jedoch hauptsächlich für die Mythologie wichtig, im Ritual ist er im Feuer präsent.